# Герб Майкопа
Герб города Майкоп — является одним из символов муниципального образования городской округ «город Майкоп». Нынешний герб утверждён решением № 569, Совета народных депутатов городского округа Майкоп от 28 февраля 2005 года. Включён в Государственный геральдический регистр Российской Федерации под номером 2109.

## Описание
В червлёном (красном) поле посох, увенчанный вверху тремя листьями яблони с червлёными прожилками, сложенными наподобие трилистника, в оконечности завершённый тонким сквозным ромбом, процветшим двумя вьющимися стеблями, отходящими наискось в обе стороны, а в середине имеющий две отходящих от него взаимообращённых бычьих головы оригинального начертания с длинными изогнутыми рогами. Все фигуры золотые.

## Обоснования
Яблоня — исторический символ города. Слово «Майкоп» в переводе с адыгейского языка означает — «долина яблонь».
Золотые бычки — фигуры голов быка, найденных в 1897 году при раскопках Майкопского кургана и хранящиеся в настоящее время в Эрмитаже. Бык олицетворяет трудолюбие, а также сельское хозяйство.
Трилистник — является символом плодородия и хорошего урожая.
Посох — символ мудрости и власти.
Применяемые цвета:
- красный — символизирует отвагу и красоту.
- жёлтый (золотой) — символизирует богатства и благосостоянии[4].

## История
Известен первый проект герба города, составленный в 1875 году. Он представлял собой щит французской геральдической формы золотого (жёлтого) цвета, в нижней части которого располагалась гора чёрного цвета. В верхней части располагалась голубая волнообразная полоса. В вольной части герба располагался герб Кубанской области. Два колоса говорили о том, что основной специализацией города является сельское хозяйство, а также торговля хлебом. Щит увенчан серебряной башенной короной и окружён золотыми колосьями. В нижней части располагалась Александровская лента.
7 марта 1972 года исполнительным комитетом Майкопского горсовета депутатов трудящихся был утверждён герб города Майкоп. Его авторами являлись — А. Паршин и А. Винс.
Постановлением Совета народных депутатов города Майкопа от 24 июля 2002 года № 364 был утвержден Устав МО «Город Майкоп», в статье 2 которого было установлено следующее описание герба:
«Герб города Майкопа принят 7 марта 1972 года решением исполнительного комитета Майкопского городского Совета депутатов трудящихся, в основу которого положены золотые фигурки бычков, найденные в 1897 году при раскопках Майкопского кургана и хранящиеся в настоящее время в Эрмитаже. Герб муниципального образования "Город Майкоп" представляет собой щит, на темно-красном фоне которого сверху надпись "Майкоп". Под ним симметрично расположены головы двух бычков с длинными изогнутыми рогами. Их разделяет ось, увенчанная сверху трилистником яблони, а снизу ось замыкает геометрический орнамент, который придает гербу конструктивную целостность».
28 февраля 2005 года Совета народных депутатов городского округа Майкоп, решением №569 был утверждён проект нового герба города. Описание герба и постановления Совета народных депутатов муниципального образования «Город Майкоп» были утверждены решением №749 от 25.11.2005 г.